# Boleszló
Boleszló (12. század – 1210-es évek eleje) váci püspök.

## Élete
Boleszló (Bogiszló) váci püspök volt, aki 1198-1215 között: III. Béla, Imre, III. László és II. András királyok alatt élt. Az országban nagy tekintélye volt, ami kitűnik abból is, hogy II. Béla király volt a keresztapja. Boleszló pedig Lászlót és IV. Bélát tartotta a keresztviz alá.
1180-ban Boleszló alapította a leleszi prépostságot, melyet nagy kincsekkel halmozott el.
Irigyei a pápa és Imre király előtt azzal vádolták meg, hogy a lázadó András hercegnek gyűjt kincseket. A pápa azonban nem találta bűnösnek, ellenben a király - akitől elpártolt és a trónkereső András herceghez csatlakozott - 1199 márciusában őt a váci templomban  megtámadta, és felszólította a kincses szekrények kulcsainak átadására és a templomból való kitakarodásra szólította fel. Boleszló ezek teljesítését megtagadta, mire Imre lerántotta őt az oltár felső lépcsőjéről, félholtan hurcoltatta ki a templomból, kincseit pedig elvitette. Imre később aztán kibékült Boleszlóval és szoros barátságot kötött vele, olyannyira, hogy még fiának, Lászlónak keresztatyjául is meghivta.
Meghalt 1213 körül, utóda 1213-ban Jakab lett.